# Pupina brenchleyi
Pupina brenchleyi é uma espécie de gastrópode da família Pupinidae.
É endémica de Micronésia.